# 新苏莫苏木
新苏莫苏木，是中华人民共和国内蒙古自治区赤峰市翁牛特旗下辖的一个乡镇级行政单位。

## 行政区划
新苏莫苏木下辖以下地区：
古特嘎查、花都什嘎查、兴隆嘎查、白音敖尔嘎查、安其嘎查、白音树海嘎查、达日罕嘎查、白音温都嘎查、宝音代嘎查、乌兰图亚嘎查、上号嘎查、中号嘎查、三合嘎查、白沙坨嘎查和鲜兴嘎查。